# Ісабаль (департамент)
Ісаба́ль (ісп. Izabal) — один з 22 департаментів Гватемали. Його приморські райони є батьківщиною народу гарифуна.
Ісабаль межує на півночі з Белізом, на сході з Гондурасом, з Гватемальськими департаментами Петен на північному заході, Альта-Верапас на заході та Сакапа на півдні. На північному сході від Ісабаль знаходиться Гондураська затока. Адміністративний центр - місто Пуерто-Барріос.

## Географія

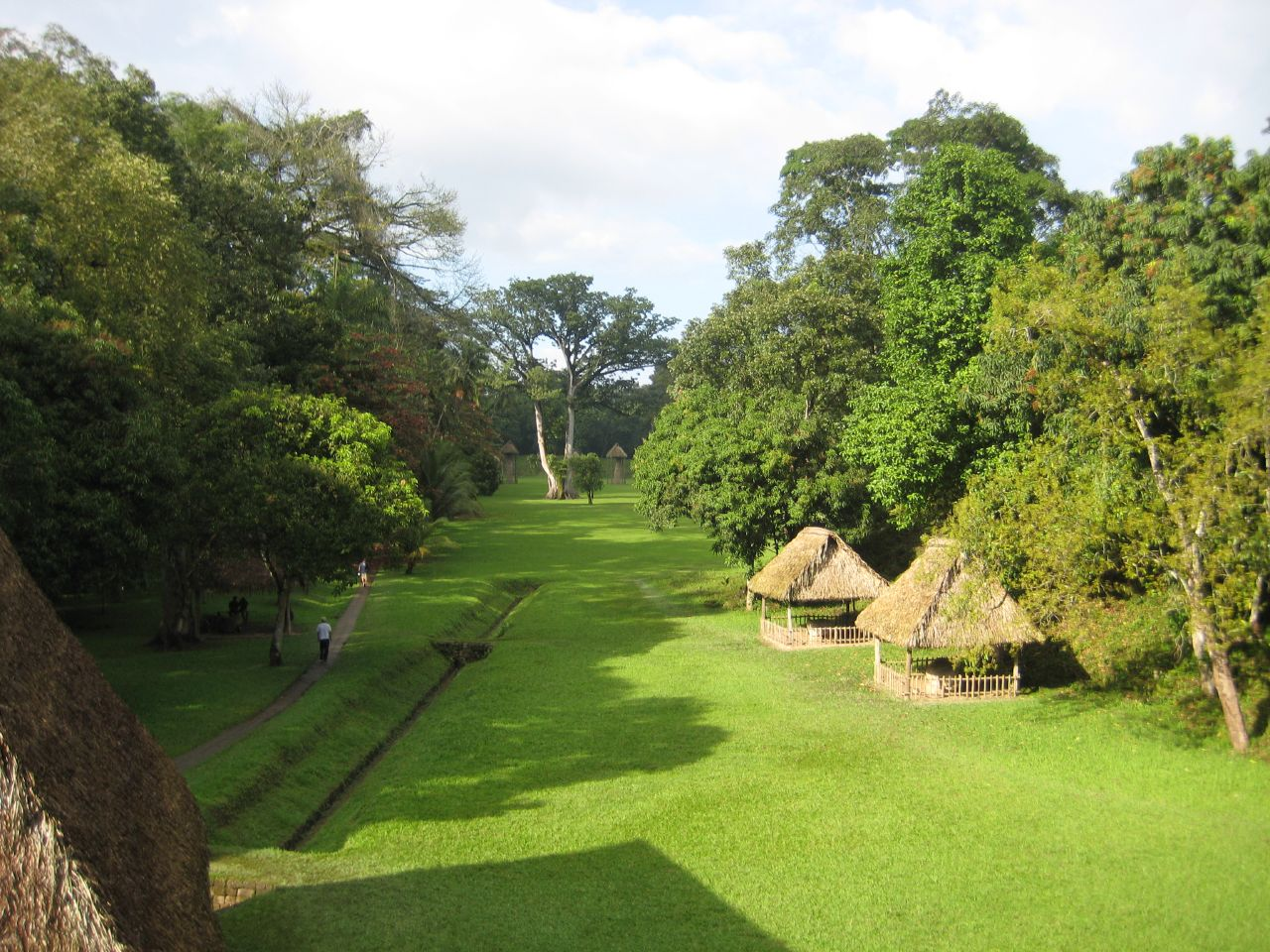
Стародавнє місто мая Кіригуа

На території департаменту знаходиться озеро Ісабаль - найбільше озеро Гватемали. Іспанський колоніальний форт Сан-Феліпе, в даний час є національним пам'ятником Гватемали, знаходиться в місці впадіння річки Ріо-Дульсе в це озеро.

## Історія
Невелике містечко Ісабаль знаходиться на південному березі озера. До будівництва портів Лівінгстон і Пуерто-Барріос в XIX столітті, Ісабаль був основним гватемальським портом на Карибах і центром департаменту, наразі, однак, Ісабаль є селом, в яке судна практично не заходять.
На території департаменту також знаходяться руїни цивілізації мая Кіригуа, об'єкт Світової спадщини ЮНЕСКО.

## Муніципалітети
В адміністративному відношенні департамент підрозділяється на 5 муніципалітетів:
- Ель-Естор
- Лівінгстон
- Лос-Аматес
- Моралес
- Пуерто-Барріос